# ОШ „Васа Стајић” Нови Сад
ОШ „Васа Стајић” једна је од основних школа у Новом Саду. Налази се у улици Војводе Книћанина 12 б. Назив је добила по Васи Стајићу, српском филозофу и писцу. 

## Историјат
Основна школа „Васа Стајић” је основана као „Шумска школа” 1922. године. За време окупације је носила име Magyar kiralyi allami elemi parki nepiskola/Ujvidek. После рата враћено јој је предратно име и почела је да ради 10. јануара 1945. Почетком 1946. је добила име „Јосип Јурај Штросмајер”, а у априлу исте године је названа Основна школа број 8. Налазила се у улици Хајдук Вељкова 10. Године 1950. се припаја Осмољетки број 7, неко време је била у улици Школској 4. Године 1953. је донета одлука да се школа назове Осмогодишња школа „Васа Стајић”. Почетком 1956—57. су прешли у данашњу зграду у улици Војводе Книћанина која је била новосаграђена, али због мањка средстава две зграде у школи нису спојене. У овој згради је основана и школа „Борис Кидрич” у којој је настава извођена на мађарском језику. Године 1961. се ове две школе спајају се у једну – Основну школу „Васа Стајић”. Једно време је у школи постојало и одељење за децу оштећеног слуха. Дужина главног објекта је осамдесет метара, а ширина једанаест метара. Завршени су радови надоградње и адаптације старе школске зграде, чиме се школа проширила са пет новоизграђених учионица, зборницом, канцеларијом управе, а адаптиране су и две учионице. Броје око 940 ученика распоређених у тридесет и пет одељења, осамнаест нижих и седамнаест виших.

## Догађаји
Догађаји Основне школе „Васа Стајић”:
- Савиндан
- Дан школе
- Дан победе
- Дан државности
- Дан примирја у Првом светском рату
- Дан сећања на жртве холокауста, геноцида и других жртава фашизма у Другом светском рату
- Дан сећања на страдале у НАТО агресији
- Дан просветних радника
- Дан ослобођења Новог Сада
- Светски дан поезије
- Међународни празник рада
- Међународни дан борбе против вршњачког насиља
- Међународни дан старијих особа
- Пројекат „Спорт у школе”
- Пројекат „Учим + Знам = Вредим”